# Dalatomon
Dalatomon là một chi cua nước ngọt trong họ Cua núi (Potamidae) được tìm thấy ở Việt Nam. Hiện nay, loài này là thiếu dữ liệu liên quan đến tình trạng Danh sách đỏ của IUCN về các loài bị đe dọa. Tên gọi của chi cua này có tiền tố "Đà Lạt" chỉ về địa điểm nơi phát hiện chúng là vùng Đà Lạt thuộc Việt Nam.

## Các loài
Hiện hành trong chi cua này gồm 02 loài được ghi nhận gồm:
- Dalatomon laevior (Kemp, 1923)
- Dalatomon loxophrys (Kemp, 1923)